# Juan Nepomuceno Quijano
Juan Nepomuceno Quijano y Venegas fue un neogranadino que actuó como alcalde Ordinario de primer voto de Santa fe de Bogotá en 1806.
Fue dueño de la reconocida hacienda La Esperanza en Serrezuela, Colombia.